# Krševo
Krševo (en serbe cyrillique : Кршево; en albanais : Kshevë) est un village de l'est du Monténégro, dans la municipalité de Podgorica.

## Démographie

### Évolution historique de la population
| 1948 | 1953 | 1961 | 1971 | 1981 | 1991 | 2003 |
| ---- | ---- | ---- | ---- | ---- | ---- | ---- |
| 387  | 486  | 587  | 640  | 360  | 197  | 183  |